# 三浦綺羅
三浦 綺羅（みうら きら、2013年4月19日 - ）は、日本の子役。神奈川県出身。サンミュージックブレーン所属。

## 出演

### テレビドラマ
- ＃家族募集します（2021年7月9日 - 9月24日、TBS） - 横瀬大地 役[2][3]
- 暴太郎戦隊ドンブラザーズ ドン4話・ドン5話・ドン18話・ドン41話（2022年3月27日・4月3日・7月3日・12月18日、テレビ朝日） - 桃井タロウ（幼少期） 役
- 村井の恋 第3話（2022年4月20日、TBS） - 村井（幼少期） 役
- 極主夫道 爆笑！カチコミSP（2022年5月27日、日本テレビ）
- 六本木クラス 第1話・第6話（2022年7月7日・8月11日、テレビ朝日） - 長屋龍二（幼少期） 役
- 新・信長公記〜クラスメイトは戦国武将〜 第2話（2022年7月31日、読売テレビ・日本テレビ）
- 100万回 言えばよかった 第1話・第2話・第4話・第8話・第9話（2023年1月13日・1月20日・2月3日・3月3日・3月10日、TBS） - 木内海翔 役
- ペルソナの密告 3つの顔をもつ容疑者（2023年3月24日、テレビ東京） - 元村周太（幼少期） 役
- 王様に捧ぐ薬指 第3話・第5話（2023年5月2日・5月16日、TBS） - 新田東郷（幼少期） 役
- シッコウ!!〜犬と私と執行官〜 第1話（2023年7月4日、テレビ朝日） - 二川悠馬 役
- ウソ婚 第1話 - 第3話（2023年7月11日 - 7月25日、関西テレビ・フジテレビ） - 夏目匠（幼少期） 役
- 大河ドラマ どうする家康 第27回・第28回（2023年7月16日・7月23日、NHK総合） - 織田信長（少年時代） 役
- 君には届かない。 第1話・第4話（2023年9月27日・10月18日、TBS） - ヤマト（幼少期） 役
- うちの弁護士は手がかかる 第3話（2023年10月27日、フジテレビ） - 樋口翔 役 [4]
- 厨房のありす（2024年1月21日 - 3月24日、日本テレビ） - 虎之助 役[5]
- ACMA:GAME アクマゲーム 第6話（2024年5月12日、日本テレビ） - 眞鍋一馬 役
- 警視庁ゼロ係〜スカイフライヤーズ〜（2024年7月22日、テレビ東京） - インフルエンサー・太郎 役[6]
- 放課後カルテ（2024年10月12日 - 12月21日、日本テレビ）- 樫井真琴 役
- 明日はもっと、いい日になる 第5話（2025年8月4日、フジテレビ） - 工藤功太 役[7]

### 配信ドラマ
- 上下関係W「終わらせる者」第10話（2022年11月配信、LINE NEWS VISION） - 齋藤琉貴亜（幼少期） 役

### 映画
- クロガラス0（2021年9月17日、エイベックス・ピクチャーズ） - 神崎黒斗（幼少期） 役
- TELL ME 〜hideと見た景色〜（2022年7月8日、KADOKAWA） - ヒロシ（松本裕士）（幼少期） 役
- HiGH ＆ LOW THE WORST X（2022年9月9日、松竹） - 岬麻理央（幼少期） 役
- OUT（2023年11月17日、KADOKAWA） - 下原賢三（幼少期） 役
- 金子差入店（2025年5月16日、ショウゲート） - 金子和真 役[8][9]
- でっちあげ〜殺人教師と呼ばれた男（2025年6月27日、東映） - 氷室拓翔 役[10]

### 配信映画
- HOMESTAY（2022年2月11日配信、Amazon Prime Video） - 小林真（幼少期） 役

### CM
- ニチバン「ケアリーブ」
- ECO信頼サービス
- ベネッセ2019年度「進研ゼミ小学講座新1年生」
- マクドナルド ハッピーセット
- 三井不動産「BE THE CHANGE-子供のためのエスコート教室」
- イオンのランドセル2021「兄のアドバイス篇」
- 久光製薬「アレグラFX」
- ニチバン「ケアリーヴ」

### ミュージックビデオ
- 三代目J Soul Brothers from EXILE TRIBE「Rat-tat-tat」

### 広告
- こどもちゃれんじ2020年度パンフレット